# Berts universum
Berts universum framställs i två serier dagboksromaner om den fiktive svenske skolpojken Bert Ljung, skrivna av Anders Jacobsson och Sören Olsson. Mest känd är den första serien dagboksromaner som gavs ut åren 1987-1999. Bert är mest intresserad av tjejer, han spelar också elbas i pop/rockbandet "Heman Hunters" samt fotboll i "Öreskoga-Kamraternas Idrottsförening".

## SR Örebro
Bert började som en lokalradioserie i SR Örebro. Anders läste första avsnittet, men när lokalradiochefen tyckte det lät för likt Sune, började Sören läsa. Han tog med sig en tjej han gillade, Isabell, till studion. Hon fick läsa en replik av Rebecka ("Tack, det var snällt").

## Handling
Miljön som serien utspelar sig mest i är skolan, och en småstad-tätort i Sverige vid namn Öreskoga. Huvudperson är Bert som bor i en lägenhet på Klosterstigen 18 och går i A-klassen på grundskolan Beckaskolan. De tidigare böckerna gavs ut åren 1987-1999, och de senare versionerna från 2005.
Serien är främst baserad på humor, men har även tagit upp allvarligare saker, som när Klimpen mobbar Bert för att han har glasögon i Berts dagbok, när Karri tvingar ner Inez i källaren för att visa sig naken i Berts ytterligare betraktelser eller när Björna får cancer i Berts bekymmer. Det berättas också ofta om att Åkes mamma är död.
I de första böckerna skriver Bert även egna berättelser, om Kobåj-Kurt.

## Dagboksromanerna

### Gamla bokserien
Berts dagbok från 1987 inleds då Bert börjat vårterminen i 5:an, där han går i klass 5 A i Beckaskolan, och är kär i Rebecka, men efter att Klimpen på Berts födelsedagskalas den 21 februari "lurat" Bert genom att daska en gummiorm i baken på Rebecka genom att kalla Bert "morsgris" avtar Berts intresse för tjejer innan han i mitten av maj börjar intressera sig för en flicka vid namn Nadja Nilsson, som spelar fiol och går i Jungbergska skolan. Hon har tre "livsfarliga" raggarbrorsor och den 4 juni blir de tillsammans. Klimpen flyttar till Motala.
I Berts första betraktelser från 1990 börjar Bert, som då går vårterminen i 6:an, att tröttna på Nadja kring februari, och den 1 mars gör de slut och Berts intresse övergår snart i Paulina, med invandrarbakgrund från dåvarande Tjeckoslovakien. I Berts vidare betraktelser från 1990 följer Bert med sin familj till USA för att hälsa på Berts farbror Janne, och sedan åker de på badsemester till Jamaica. I Berts ytterligare betraktelser från 1991 börjar Bert i 7:an, och intresset för Paulina, som han aldrig blev ihop med, avtar och övergår till Ida i 8:an i september, men snart börjar Bert leta ny tjej, han försöker ibland även återuppta kontakta Nadja Nilsson. Den 27 oktober samma hösttermin blir Bert slutligen kär i Emilia, en flicka som gått i hans klass i alla år, men han på allvar upptäckt den dagen efter att tidigare bara talat med henne någon enstaka gång, då hon bara hållit sig lite i bakgrunden.
I Berts bravader från 1991 är Bert 14 år, går vårterminen i 7:an samt höstterminen i 8:an, och blir ihop med Emilia i mitten av året och boken kretsar främst kring Berts romanser med Emilia, förutom när han träffar killarna i gänget eller sommarjobbar som "glassgosse" på Bengtssons Café.
I Berts bekännelser från 1992, som utspelar sig under vårterminen i 8:an gör Emilia slut den 1 mars, och Bert blir deppig. Samtidigt blir Emilia ihop med Åke, som tidigare sällan varit intresserad av tjejer, men Åke menar att han berättade på snuskiga historier om Bert för Emilia då han tyckte Bert tillbringade för mycket tid med Emilia, och för lite med killkompisarna. Snart blir Bert kär i Gabriella, som då går i 6:an.
I Bert och badbrudarna från 1993 har Bert sommarlov mellan 8:an och 9:an, och reser på semester till Spanien, och i Berts bekymmer från 1994 börjar han i 9:an.
De tre böckerna Berts första betraktelser, Berts vidare betraktelser och Berts ytterligare betraktelser har getts ut i reviderad form, och med nya illustrationer av Kwok-Hei Mak, mellan 2015 och 2017.

### Nya bokserien
Den nya bokserien är anpassad för 2000-talets läsare, och utspelar sig i ett samhälle med den moderna tidens teknik. Till skillnad från den gamla bokserien används inga datum som kapitelnamn, men man kan få reda på vilken tid på året eller vilket datum det är genom till exempel högtider, skolstarter och födelsedagar. Till exempel skolstarten i sexan i Bert + Samira = Sant?, FN-dagen och julavslutningen i skolan i Bert och kalla kriget, nyårsdagen och internationella kvinnodagen i Bert och Heman Hunters och Berts 14-årsdag i februari i Bert och datadejten.
Bert + Samira = Sant? från 2007 inleds då Bert just börjat höstterminen i 6:an, där han går i klass 6A på Beckaskolan, och är kär i Samira som går i den andra sexan (6B). Bert tror att Samira är kär i honom också och att hon inte vågar säga det. Det visar sig dock att Samira inte gillar Bert. Han blir istället ihop med sin kompis Rezas kusin Shirin i slutet av boken. I början av boken flyttar Klimpen till Motala.

I Bert och kalla kriget, som utspelar sig under senare delen av höstterminen i 6:an verkar Klimpen flyttat tillbaka till Öreskoga från Motala, eftersom Klimpen går i Berts klass i boken och gör det i de efterföljande böckerna också. Bert verkar ha gjort slut med Shirin, eftersom han blir ihop med den nya tjejen i klassen som heter Arijana.
I Bert badbojen har Bert sommarlov mellan 6:an och 7:an, och Arijana gjort slut med Bert och hon verkar mer intresserad av sin katt än Bert och han tycker livet är trist.
I Bert och ryska invasionen, där Bert har börjat höstterminen i 7:an blir han ihop med den ryska tjejen Darja som bor tillfälligt i Sverige med sin gymnastiktrupp. När Darja åker tillbaka till Ryssland blir Bert deppig. Men i slutet av det sista kapitlet i boken ringer Shirin och frågar om Bert vill kyssas, och Bert tackar ja.
I Bert och datadejten fyller Bert 14 år och går vårterminen i 7:an. Då verkar Bert och Shirin gjort slut igen, då Bert säger att han är singel. Han blir ihop med Amanda.

## Andra variationer
Bert har även blivit TV-serie. TV-serien visades på lördagskvällarna i Sveriges Television mellan 1 oktober och 17 december 1994. Avsnitten var avbrott i underhållningsprogrammet Det kommer mera. Från andra halvan av 1993 utkom även serietidningen FF med Bert, som dock lades ned 2002 . Dessutom utkom flera seriealbum åren 1992-1999 .
Berättelserna skiljer sig något i de olika versionerna, till exempel karaktärernas utseende och ibland även ålder. Vissa saker kan ske i flera versioner, men i olika årskurser och på olika sätt.
En av de större skillnaderna är att de andra versionerna börjar då Bert går i 6:an, inte 5:an som i originalböckerna.

## Figurer
Huvudfiguren är Bert Ljung, som är född den 21 februari. Enligt boken Berts första betraktelser dateras hans och Åkes födelseår till 1976. Bland övriga berömda karaktärer finns bland annat Berts familj och släkt, samt Åke, Lill-Erik, Rebecka, Nadja, Paulina, Ida, Emilia och Gabriella.

## Böcker

### Första versionen
Berts dagbok illustrerades av Sören Olsson, övriga av Sonja Härdin. Listan nedan om böckerna gäller i den ordning de kom. Länge saknades ett halvårs tid i Berts liv, mellan Berts dagbok och Berts första betraktelser, vilket skrevs 1995–1997. När Berts dagbok rediverades 1993 var Sonja Härdin också illustratör. Alla böcker i serien utom Berts dagbok heter något med "Berts" + ett ord som börjar på b.
| Titel                            | Utgivningsår |
| -------------------------------- | ------------ |
| Berts dagbok                     | 1987         |
| Berts första betraktelser        | 1990         |
| Berts vidare betraktelser        | 1990         |
| Berts ytterligare betraktelser   | 1991         |
| Berts bravader                   | 1991         |
| Berts bekännelser                | 1992         |
| Bert och badbrudarna             | 1993         |
| Berts dagbok (reviderad version) | 1993         |
| Berts bekymmer                   | 1994         |
| Bert och brorsorna               | 1995         |
| Berts bryderier                  | 1995         |
| Berts befrielse                  | 1996         |
| Bert och Boysen                  | 1996         |
| Bert och bacillerna              | 1997         |
| Bert och beundrarinnorna         | 1997         |
| Bert Babyface                    | 1998         |
| Berts bokslut                    | 1999         |

### Andra versionen
En helt ny bokversion, illustrerad av Kwok-Hei Mak, startades 2005 och kallas också "Manga-Bert" eftersom illustrationerna går i mangastil. Bert är i denna serie 12–14 år.
| Titel                      | Utgivningsår |
| -------------------------- | ------------ |
| Bert och kalla kriget      | 2005         |
| Bert och Heman Hunters     | 2006         |
| Bert + Samira = Sant?      | 2007         |
| Bert badbojen              | 2008         |
| Bert och ryska invasionen  | 2009         |
| Bert och datadejten        | 2010         |
| Bert och friheten          | 2011         |
| Bert får scenskräck        | 2012         |
| Bert och frestelsen        | 2012         |
| Berts fejsbok              | 2013         |
| Bert och skrynkliga tanten | 2014         |
| Bert och familjefejden     | 2015         |
| Bert och Tant Börje        | 2016         |

### Tredje versionen
Tredje versionen började utkomma 2015.
| Titel          | Utgivningsår |
| -------------- | ------------ |
| Berts dagbok 1 | 2015         |
| Berts dagbok 2 | 2016         |
| Berts dagbok 3 | 2017         |
| Berts dagbok 4 | 2017         |
| Berts dagbok 5 | 2017         |
| Berts dagbok 6 | 2017         |

## Film
År 1995 gick filmen Bert – den siste oskulden upp på biograferna. Flera år senare kom en ny film om Berts dagbok som hade premiär den 5 augusti 2020. Det kommer dessutom att komma en tredje Bert-film med titeln Bert sabbar allt under hösten 2025, vars regi kommer att ansvaras av Manuel Concha.

### Inspelningsplatser
Torget som figurerar i Bert, TV-serien, är egentligen Årsta Torg i Stockholm. Höghusområdet där Bert bor i serien är det så kallade "blåkulla" i Hagalund i Solna kommun. I långfilmen bor Berts mormor Svea i Olle Olsson-huset på Furugatan 3. Villan där Nadja Nilsson bor är Krans-Johanssons hus Spetsgatan 4.

## Kassettband, musik och sång
Berättelserna om Bert har även givits ut på kassettband. Först ut var Berts dagbok, som inte innehöll musik och sång förutom en kort inledningssång ("Min dagbok, Berts dagbok..."). Det var Sören Olsson som läste in rösterna. Förutom berättelserna förekommer även sånger med Heman Hunters (vilka anges som de som framför musiken). Varje Berts betraktelser-kassettband motsvarar en månad, och på varje kassettband finns fyra sånger, med anknytning till handlingen, fördelade på två för varje sida.

## Tecknad serie
Den tecknade serien om Bert, huvudserie i serietidningen FF med Bert som såldes åren 1993-2003 samt flera seriealbum mellan 1992 och 1999, är illustrerad av Måns Gahrton och Johan Unenge. Den skiljer sig från böckerna främst genom att den börjar när Bert går 6:an, vilket innebär att han är ett år äldre än i böckerna, ett koncept som även TV-serien använde.

### Seriealbum
Måns Gahrton och Johan Unenge gjorde även seriealbum av Bert, alla med en rimmande titel. Många av dem släpptes i juletider, varför många av titlarna innehåller referenser till julhelgen.
| Titel                         | Utgivningsår |
| ----------------------------- | ------------ |
| Charmör på danshumör          | 1992         |
| Trubadur på flörtartur        | 1993         |
| Superstjärna med hångelhjärna | 1994         |
| Jättehet på tjejpaket         | 1994         |
| Don Juan i tomteluvan         | 1995         |
| Charmtroll med bikinikoll     | 1996         |
| Bortgjord på julbord          | 1997         |
| Tokfrans på juldans           | 1998         |
| Knäpp gäst på nyårsfest       | 1999         |

## TV-serier
1994 och 2021 har det gjorts TV-serier om Bert, som hette just "Bert".

## Anakronismer
Det finns egentligen inga exakta årtal som serien utspelar sig, och böckerna hoppar ibland mellan olika årtals kalendrar, även under samma kalenderår. Många äldre svenska skoltermer, som numera upphört i Sverige, kan stötas på, eftersom mycket är skrivet före läroplanen Lpo 94 som kom 1994.

### Fotnoter
1. ↑  Balla Bert-fakta, Trubadur på flörtartur, Carlsen Comics/Semic Press, 1993.
2. ↑  Seriesamlarna
3. ↑  ”Seriesamlarna”. Arkiverad från originalet den 20 maj 2011. https://web.archive.org/web/20110520024942/http://www.seriesam.com/cgi-bin/guide?s=BERTS+DAGBOK+(1992). Läst 11 mars 2011.
4. ↑  ”Inspelningsstart för nya filmen om Bert - här är huvudrollerna” (på svenska). MovieZine. 5 september 2024. https://www.moviezine.se/nyheter/inspelningsstart-for-nya-filmen-om-bert-har-ar-huvudrollerna. Läst 6 september 2024.